# 中村滋 (外交官)
中村 滋（なかむら しげる、1948年12月24日 - 2020年12月22日）は、日本の元外交官。外務省国際情報局長、駐サウジアラビア特命全権大使、駐マレーシア特命全権大使、東京大学公共政策大学院客員教授を経て、外務省参与。

## 人物
一橋大学法学部卒業後、外務省入省、経済協力畑と北米畑を歩む。1993年アジア局北東アジア課長に就任。1994年には北朝鮮に対する戦域ミサイル防衛（TMD）の配備につき、連立与党内から反発が出ていたのに対し、憲法の範囲内での、適切な対応策の再検討を求めて説明を行った。
2004年に外務省国際情報局長に就任。皇太子徳仁親王及び皇太子徳仁親王妃雅子に、国際情勢についての進講を行った。
2009年からは国際貿易・経済担当特命全権大使としてアジア太平洋経済協力高級実務者会合議長を務めた。

## 経歴
- 1948年 東京都出身
- 1966年 AFSでアメリカ合衆国コネチカット州に留学
- 1973年 一橋大学法学部卒業、外務省入省
- 1974年 オックスフォード大学留学
- 1976年 オックスフォード大学大学院修了（政治・経済学修士）
- 1981年 在パキスタン日本国大使館一等書記官
- 1985年 経済協力局有償資金協力課首席事務官
- 1987年 在アメリカ合衆国日本国大使館一等書記官・政務参事官
- 1990年 在アメリカ合衆国日本国大使館参事官
- 1991年 経済協力局無償資金協力課長
- 1993年 アジア局北東アジア課長
- 1995年 経済協力局政策課長
- 1996年 外務大臣官房会計課長
- 1998年 在連合王国日本国大使館総括公使 兼 ロンドン総領事
- 2002年 サンフランシスコ総領事
- 2004年 特命全権大使（イラク復興支援調整担当）
- 2004年 外務省国際情報局長
- 2004年 外務省国際情報統括官
- 2006年 駐サウジアラビア特命全権大使
- 2009年 特命全権大使（国際貿易・経済担当） 兼 日本政府代表（湾岸協力理事会との自由貿易協定交渉に参加するため）、アジア太平洋経済協力高級実務者会合議長
- 2011年 駐マレーシア特命全権大使
- 2014年 外務省を退官、東京大学公共政策大学院客員教授
- 2015年 東京都公安委員会委員
- 2016年 外務省参与、一橋大学国際・公共政策大学院非常勤講師[3]
  - この間公益社団法人日本マレーシア協会顧問[4]

## 同期
- 河野雅治（11年駐伊大使・09年駐露大使・07年外務審議官・05年総合外交政策局長）
- 塩尻孝二郎（11年EU大使・08年駐インドネシア大使・05年外務省大臣官房長）
- 天野万利（07年OECD事務次長）
- 塩崎修（08年駐ホンジュラス大使）
- 坂場三男（08年駐ベトナム大使・06年外務報道官・中南米局長）
- 伊藤哲雄（09年駐ハンガリー大使・05年駐カザフスタン大使）
- 加来至誠（11年駐ホンジュラス大使、07年駐エルサルバドル大使）
- 杉本信行（01年上海総領事）
- 鈴木一泉（10年駐コロンビア大使）
- 並木芳治（10年駐コスタリカ大使）
- 岩谷滋雄（10年駐オーストリア大使・07年駐ケニア大使）
- 鹿取克章（06年駐イスラエル大使・05年外務報道官・04領事局長）
- 黒田義久（10年駐ウズベキスタン大使）
- 塩口哲朗（11年駐ベネズエラ大使・08年駐ヨルダン大使・06年国際協力銀行理事・04年駐コートジボワール大使）
- 水野達夫（07年駐ネパール大使）
- 堀江正彦（07年駐マレーシア大使・04年駐カタール大使）
- 神谷武（11年駐パラグアイ大使・08年駐アルジェリア大使）
- 岡田眞樹（11年駐タンザニア大使・09年農畜産業振興機構理事）
- 小林正雄（11年駐ガボン大使・10年官房調査官）
- 佐藤博史（12年駐キューバ大使）
- 川原英一（13年駐グアテマラ大使）
- 吉田潤（13年駐モーリタニア大使）

## 論文等
- 「2005年の世界情勢と日本」（世界経済評論49（4）（通号596）、2005年4月）
- 「総領事館ほっとライン（7）（サンフランシスコ）日系人社会にエールを送る」（世界週報84（48）（通号4127）、2003年12月23日 ）